# キヤノンのレンジファインダーカメラ製品一覧
キヤノンのレンジファインダーカメラ製品一覧は精機光学（現キヤノン）が製造したレンジファインダーカメラボディーの一覧である。
レンズに関しては初期の独自マウントの製品を除きライカマウントレンズの一覧#キヤノン/精機光学参照。
1960年代に入るまでキヤノンの主力製品であった。全機種につき同社サイトに詳細な解説がある。

## 独自バヨネットマウント

### 独自バヨネットマウントカメラボディー
- カンノン（Kwanon 、1934年試作）[2] - 当時はライカとコンタックスの2大ブランドが市場を席捲していたが、吉田五郎はアメリカの貿易商ロイ・E・デレーの「お前の国には素晴らしい軍艦や飛行機があるのになんでこんなものが作れないのか」という言葉に発憤し、実際に手に入れたライカを分解し、その部品を見て「これならできる」と確信、妹婿である内田三郎（1899年 - 1982年）や内田の元部下の前田武男（1909年 - 1975年）とともに、キヤノンの前身である精機光学研究所を創設、内田と親交のあった医師で、後にキヤノンの初代社長となる御手洗毅、陸軍第一師団にいた山口一太郎大尉[3]の支援を受けて作り上げた。アサヒカメラ1934年6月号[3]から「潜水艦ハ伊號、飛行機ハ九二式、カメラハ KWANON、皆世界一」とのコピーで広告が打たれたが発売されなかった。
- キヤノン標準型 / ハンザキヤノン（1935年[4]10月または1936年2月発売）[5] - カンノンの設計を見直し、レンズや距離計などの光学系と、焦点距離調節機構、レンズマウントなど、基本設計は日本光学工業（現ニコン）の協力を得て完成した日本初の高級35 mmカメラ。民生用としては初めて世に出るニッコール5 cm（50 mm） F3.5とのセットで販売された。無名、かつ、販路を持たない精機光学は、販売のために近江屋写真用品と契約を結んだため、カメラには近江屋写真用品のブランドである「ハンザ」が冠された。ファインダーは逆ガリレオタイプで、エルンスト・ライツ（現ライカ）の、距離計の間にファインダーを組み込むことで距離計の基線長を確保した上で小型にできる特許を避けるため、「びっくり箱」と俗称された飛び出し式で、レンズマウントもドイツ製とは異なる独自規格の内側3本爪のバヨネット式[4]である。特許回避に腐心したあまり、当時、「ライカとコンタックスの悪いところを寄せ集めたよう」と評された[6]。
- キヤノン最新型 / セイキキヤノン / キヤノン S（1939年[4]2月発売）[7] - 先の標準型に1/20 - 1秒のスローシャッターを組み込んで高級化したモデル。名称にはハンザブランドが冠されなくなったが、引き続き近江屋写真用品から販売されていた。粟野幹男がメーカーに聞いたところでは、S はスタンダードの意との回答があったと言うが、標準型との混乱の危険性がある旨指摘している[8]。日本海軍、日本陸軍に制式兵器として納入され、海軍に納入された個体の一部には「小型写真器二型」の刻印がある[9]。
- キヤノン新標準型（1939年11月）[10] - 1937年に勃発した日中戦争の戦費を賄うために新設された北支事件特別税に含まれる物品特別税により、カメラの税率は10 %から20 %へと大幅に引き上げられ、標準型の価格も275円から350円へと値上げを余儀なくされた。そこで、コストダウンを主眼として標準型からスローシャッターを省いた本モデルが登場した。価格はニッコール50 mm F4.5付きで330円まで引き下げられたが、生産は約100台に終わった。
- キヤノン普及型スロー付き（1939年）[11] - 普及型にスローシャッターを追加したモデル。複写、顕微鏡写真、天体撮影など、低速シャッターが必要な用途向けと思われる。生産台数は50台とも言われるが、詳細や価格は不明。
- キヤノン戦後普及型 / J II（1946年1月）[12] - 戦前・戦中に生産された普及型の残存部品を使って戦後に組み立てられたモデルで、J II（J2）型とも呼ばれる。他機種部品の流用もあり、外観にばらつきがある。
- キヤノン戦後最新型 / キヤノン S（1946年1月発売）[13] - 戦中に軍需指定を受けていた精機光学は、激しさを増す日本本土空襲などに伴い、山梨県の都留郡の2か所[14]に工場を分散疎開した。

戦後混乱期につき、体制を立て直すにもそれらの設備を東京まで運搬する手段がなかった。しかし当時、横浜に駐留していた通信隊の指揮官で、無類のカメラ好きであった人物がその窮状を聞きつけ、米軍のトラックを動員して工作機器類を目黒区中根町の本社工場まで運んでくれた。その恩に報いるため、贈呈用として組み立てられたのが本機種である。後に S 型とも呼ばれ、生産台数は約100台とされている。

### 独自バヨネットマウントレンズ
- ニッコール50mmF1.5 - 広告されたのみで発売されなかった[8]。
- ニッコール50mmF2 - キヤノン最新型の時代になってから追加された[4]。
- ニッコール50mmF2.8 - キヤノン最新型の時代になってから追加された[4]。
- ニッコール50mmF3.5
- ニッコール50mmF4.5

## Jマウント
マウントはライカマウントに似ているが、ライカマウントのネジピッチ26山/inに対し、ネジピッチ1 mmの独自ネジマウントであるJマウントになった。

### Jマウントカメラボディー
- キヤノン普及型（J型）（1939年[4]4月発売）[16] - J は Junior を表し、J型とも呼ばれる。距離計と低速シャッターを省略し、ニッコール50 mm F4.5、レンズフード、フィルムマガジン2個、フィルム巻き取り軸、ケース付きで、195円という普及価格を実現した。ピントはレンズ鏡筒の目盛りによる目測。

また、太平洋戦争終結後に生産を再開する際、残存部品をかき集めて最初に作られたのもこの普及型であったが、様々な機種の部品を流用したため外観は戦前型とは異なり、しかも統一されていないことから、戦後普及型（J II型）として区別されている。
- キヤノン普及型スロー付き（1939年発売）[17] - 普及型にスローシャッターを追加したモデル。軍の要求により、複写、顕微鏡写真、天体撮影など、低速シャッターが必要な特殊用途向けとして開発清算されたと思われる[9]。約50台が生産されたとの資料もあるが、詳細や価格は不明。
- キヤノン戦後普及型 / J II（1945年10月または1946年[6][4]発売）[18] - 戦前・戦中に生産された普及型の残存部品を使って戦後に組み立てられたモデルで、J II（J2）型とも呼ばれる。他機種部品の流用もあり、外観にばらつきがある。
- キヤノン S II（1946年[6]10月発売）[19] - 機種名がアルファベット一文字とローマ数字の組み合わせとなった。同年9月に社名を「キヤノンカメラ株式会社」とした新生キヤノンにとって戦後初となる新機種で、上記 S 型の次に生産されたことから S II 型になったと思われる。連動距離計とファインダーの光路を一つにまとめた一眼式ファインダーとなったのが大きな特徴で、距離計内蔵ファインダーは当時のライカには無かった。

当初のレンズマウントは普及型と同じく独自規格のJマウントであったが、途中からライカLマウントと同一規格の「標準ねじマウント」に切り替わった。
また、製造途中で商号が変更されたため、刻印される会社名は前期型は「SEIKI-KOGAKU TOKYO」、後期型は「CANON CAMERA COMPANY LTD.」である。
新円切替により、自社開発のセレナー50 mm F3.5付きの価格は48,000円となった。

占領下のため「国内輸出」の形で駐留軍の将兵向けに販売が始まり、戦後日本の輸出品第1号となった。国産カメラは戦勝国からの食糧をはじめとする援助に対する見返り品として国策上重視され、材料、電力、燃料の優先供給を受けることができた。
「ライカに追いつき追い越せ」という標語を掲げ、戦前とは比べ物にならないほど高品質かつ多機能なカメラが開発され、輸出商品の花形となった。

### Jマウントレンズ
当初はニッコールが装着されたが、順次自社製セレナーに置換された。
- セレナー50 mm F2[20]
- セレナー50 mm F3.5[20]
- ニッコール50 mm F3.5[20]
- ニッコール 50 mm F4.5

## Lマウント

### Lマウントカメラボディー
- キヤノン II B（1949年[6][21]4月発売）[22] - S II の後継機で、当初4月号の広告では キヤノン S II b と告知されていたが5月号ではキヤノン II B で広告されている。0.67倍50 mm/1.0倍100 mm/1.5倍135 mmに変更できる世界初の変倍式ファインダーを一眼ファインダーを搭載した。このファインダー方式は VI 時代まで踏襲された。

自社製大口径標準レンズのセレナー50 mm F1.9を装備した価格は60,000円。
- キヤノン II C（1950年[6]7月発売）[23] - II B を基に、長時間露光時用の T ポジション（タイム露光）を追加、低速シャッターダイヤルには不用意な回転を防ぐクリック機構を追加、高速シャッターは1/30秒と1/20秒をまとめて1/25秒とし、レリーズボタン保護リングを大型化するなど、多くの面で操作性の向上が図られた。

大口径のセレナー50 mm F1.9は、入社したての伊藤宏の尽力により解放付近でのコマ収差の減少が図られて性能が向上したが、この時の補正手段は以降のキヤノンレンズにも受け継がれることとなった。
- キヤノン III（1951年[6]2月発売）[24] - 国産カメラで初めてシャッター最高速度1/1000秒を実現した。
- キヤノン IV（1951年[6]4月発売）[25] - 世界初のワンタッチ式フラッシュバルブ取り付けレールを装備し、コードレスでフラッシュが使用できるようになった。
- キヤノン III A（1951年[6]4月発売）[26] -III のマイナーチェンジ版。
- キヤノン IV S / キヤノン IV F（1952年1月発売）[27] - IV をベースに完全ダイカスト化などの改良を施した。モデルライフ途中で IV S から IV F へ改称。
- キヤノン II A（1952年[6]3月発売）[28] - IV S/IV F から1/1000秒とスローシャッターを省略したモデル[20]。ジャーディン・マセソンの注文で約300台が生産され、オセアニア向けに販売された。
- キヤノン II D（1952年[6]10月発売）[29] -II A に1/8 - 1秒のスローシャッターを追加した普及仕様機。
- キヤノン II D'（1952年10月）[30] -II D の巻き上げノブ上にフィルム感度メモ表示板を装備した。

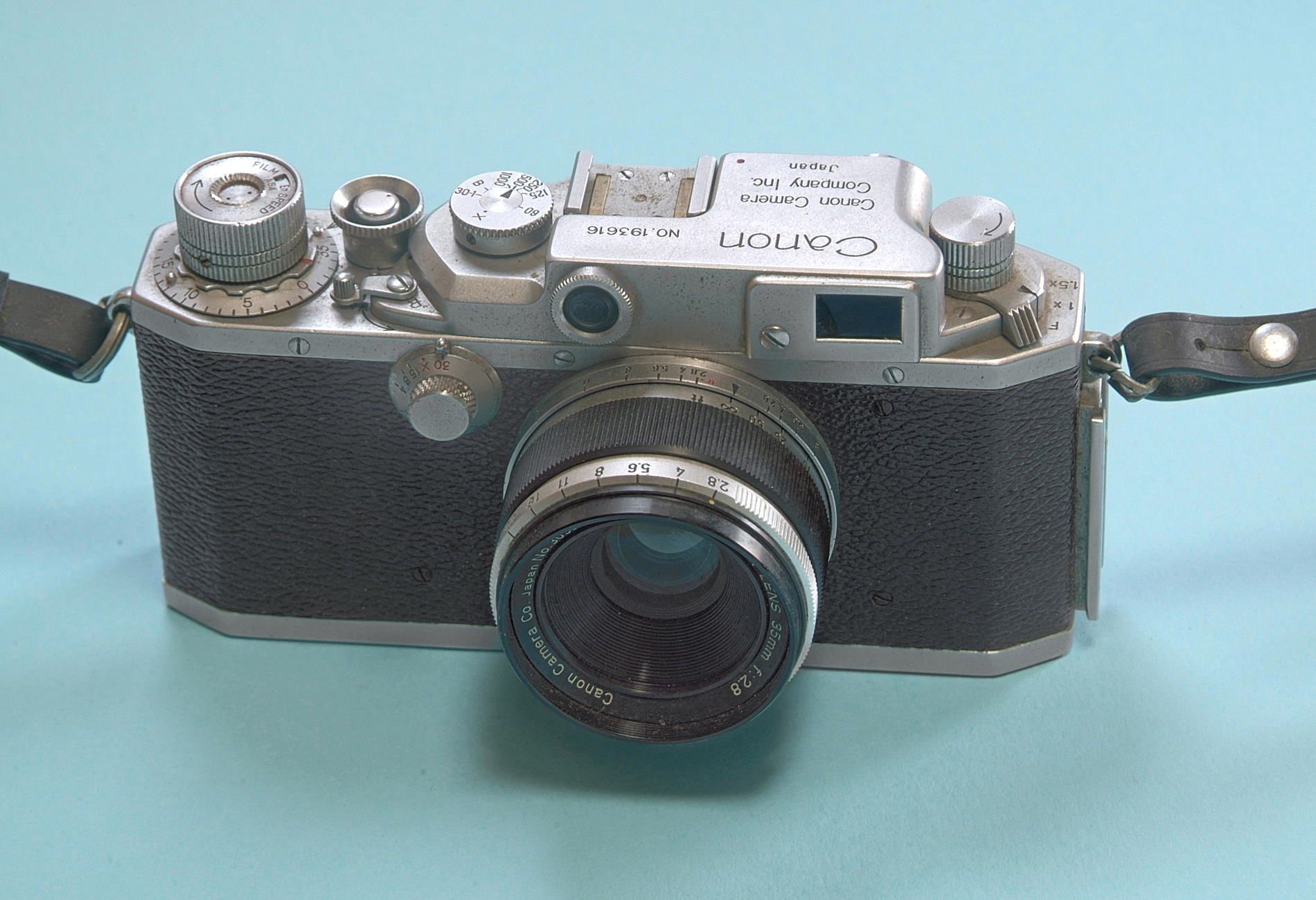
キヤノン IV Sb 表側・レンズはキヤノン35 mm F2.8II。

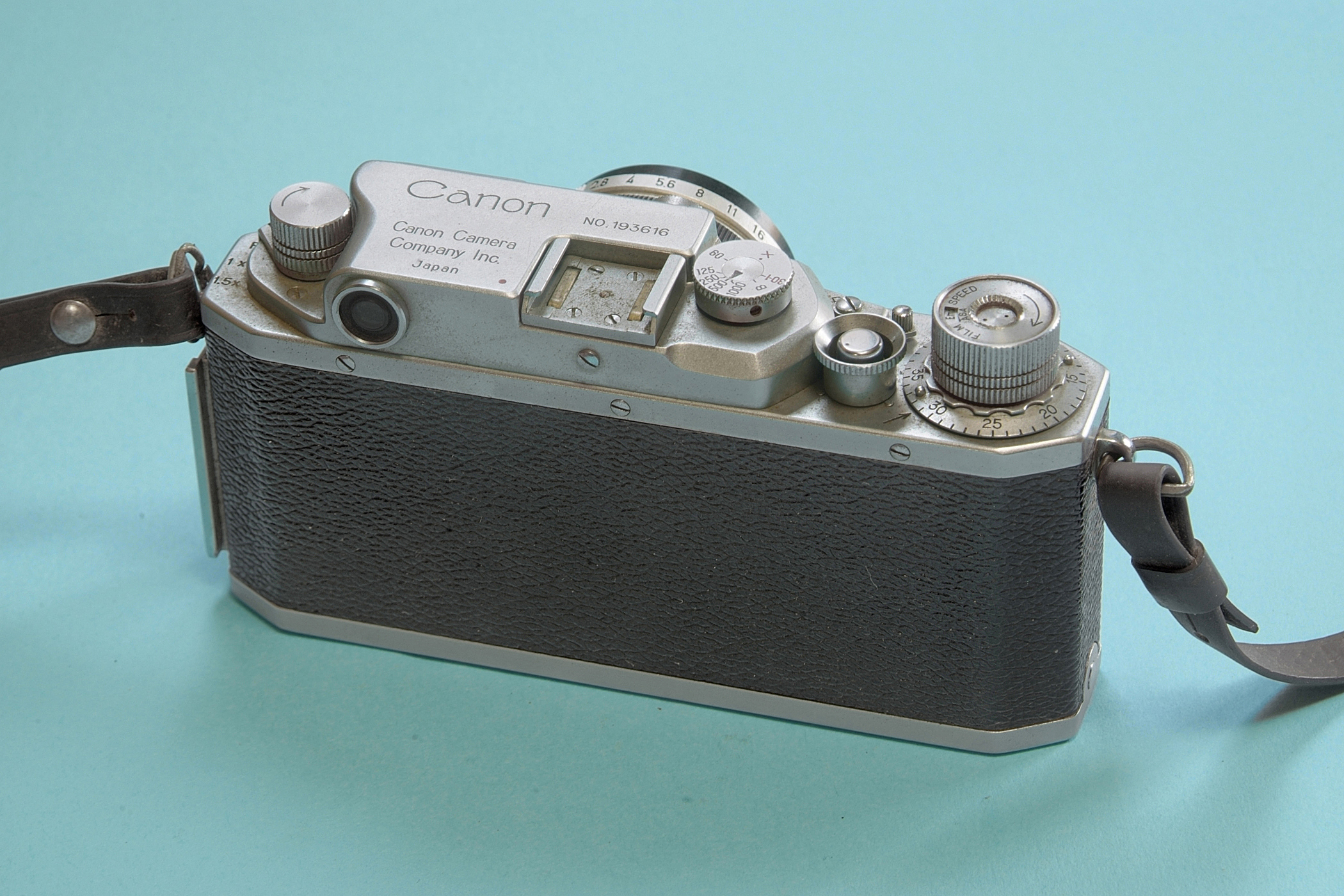
キヤノン IV Sb 裏側。フィルムは底から装填するので裏蓋は開かない。

- キヤノン IV Sb（1952年発売[6]）[31] - 変倍ファインダー内蔵に加え、世界初のX接点によるスピードライト同調を実現し、ついにライカを超えたとまで言われ、キヤノンを一流のカメラメーカーとして世界に認知させることに大いに貢献した。洗練されたボディデザインから、レンジファインダー時代のキヤノンを代表する名機と呼ばれることが多い。
  - キヤノン IV Sb ブラック - 黒塗り仕上げ。展示用に作成されたもので市販されたことはない。塗り替えられた偽物が流通しているので注意が必要である[32]。
- キヤノン II AF（1953年[6]6月発売）[33] - II A にフラッシュバルブシンクロ用FP接点（全速同調）を装備し、1/8秒以下の低速シャッターを省略したもの。低速ダイヤル部は盲蓋でふさがれている。下記 II AX の姉妹機。生産台数は極めて少ない[20]。
- キヤノン II AX（1953年6月発売）[34] -　開発名は「ストロボ専用キヤノン」。II A にスピードライト同調用の1/40秒のシャッタースピードとX接点を装備したもの。上記 II AF 同様、1/8秒以下の低速は省略され、ダイヤル部は盲蓋でふさがれている。生産台数は II AFと合わせても20台と、非常に少ない。
- キヤノン II F（1953年[6]6月発売）[35] - 海外市場向けで、II AF に1/8 - 1秒の低速シャッターを追加したモデル。低速ダイヤルは IV S、II Dと共通。
- キヤノン II S（1954年[36]2月発売） [37] - 海外市場向けで、FP接点装備の II F にX接点を追加したモデル。下記の IV Sb改同様、レリーズ後でもシャッタスピードの確認ができる中軸指標付きシャッターダイヤルを採用した個体もあるが、IV Sb改のような巻き上げダイヤル基部の装填フィルム枚数メモ表示板は無い。
- キヤノン IV Sb改（1954年3月または1955年[6]発売）[38] - IV Sb の改良型で、1/15秒のスローシャッターを実現し、シャッター速度系列がほぼ倍数系列となるなど、より完成度を高め、IV Sb とともに現在でも人気の高い機種となっている[36]。
- キヤノン II S改（1955年[36]4月発売）[39] -上記 II Sb改の普及版姉妹機。シャッター最高速度を1/500秒とした以外は II Sb改と同じ。[36]。
- キヤノン II D改（1955年[36]4月発売）[40] - フラッシュ撮影を必要としないユーザー向けに、II S改からフラッシュシンクロ機構を省略した普及機。フラッシュ撮影には、別売の外部同調式フラッシュユニット B II の利用で対応。[36]。
- キヤノン II F改（1955年[36]4月発売）[41] -II S改からX接点を省いた Ⅱ F の後継機。シャッター速度系列は倍数系列。海外市場向けだが、極めて生産数が少ない[36]。
- キヤノン VT（1956年8月発売）[42] - ライカM3の発売を受けて軍艦型のトップカバーをやめ、コダック・エクトラを参考に設計者の川田龍宥が「航空母艦のデッキ」と呼んだ、すっきり洗練された直線的なデザインに変更した[43]。また、より迅速な巻上げができるとされた底部トリガー巻き上げ、フィルム交換が容易な裏蓋ちょうつがい式開閉、外付けファインダーなしで35 mm広角レンズも使用できる新型変倍ファインダーなどを装備した。機種名の VT は、IV（4型）シリーズの後継（5型）であることとトリガー巻き上げを表す。ボディーに入ったボーダーラインはわざわざ川田龍宥が京都や奈良に出向いて職人に教えを乞うた漆塗り。アクセサリーシューは対応ファインダーを使用すると自動でパララックスを補正するピン入り。
- キヤノン L2（1956年[21]または1957年3月発売）[44] - シャッター最高速度を1/500秒に抑え、セルフタイマーを省略、フラッシュ接点をFPのみとして大幅なコストダウンを図り、より廉価にカメラを供給することを目指した。巻き上げはボディー上部のレバー式。
- キヤノン VT Deluxe（1957年5月発売）[45] - VT の上位機種。同時に、生産合理化によって50 mm F1.2 が大幅値下げとなった。[46]。当時のライカM型にはないクランク巻き戻し装置を装備し、裏蓋安全ロックを追加した。背面のボタンを押すとノブによるフィルム巻上げが可能になり、三脚使用に対応する[46]。当初金メッキだったハーフミラーのメッキが途中で銀メッキに変更されている。設計は川田龍宥[43]。
  - キヤノン VT Deluxe ブラック - 黒塗り仕上げ[32]。
- キヤノン L1（1957年[21]5月発売）[47] - VT Deluxe と同時発売。当初布幕シャッターであったが、途中からステンレス薄膜製に変更された。第1回通商産業省グッドデザイン賞受賞。
  - キヤノン L1ブラック - 黒塗り仕上げ[32]。
- キヤノン L3（1957年[21]11月発売）[48] - L2 からフラッシュシンクロ機構を省き、ボディ価格を32,000円とし、最高級機種の VT Deluxe より26,000円も安価にすることに成功。
- キヤノン VL（1958年3月発売[49]）[50] - VT Deluxe の後継となる最上位機種。トリガー巻上げ（T）を一般的なレバー巻上げ（L）に変更した。設計は川田龍宥[43]。
- キヤノン VL2（1958年3月発売）[51] - VL と同時発売の実用型普及版姉妹機。シャッター最高速は1/500秒、ノブ巻き戻し、シンクロ接点なしと簡略化した。
- キヤノン VI T（1958年9月発売）[52] - シャッターダイヤルを一軸不回転とし、着脱式露出計「キヤノンメーター」に対応、標準と中望遠レンズ用アルバタフレームを内蔵しつつ、さらにファインダー倍率を引き上げた。
  - キヤノン VI Tブラック - 黒塗り仕上げ[32]。
- キヤノン VI L（1958年9月発売）[53] - VI T を上面レバー巻き上げに変更したモデル。VI T より操作性、携帯性に優れ、生産台数も多い。
  - キヤノン VI Lブラック - 黒塗り仕上げ[32]。

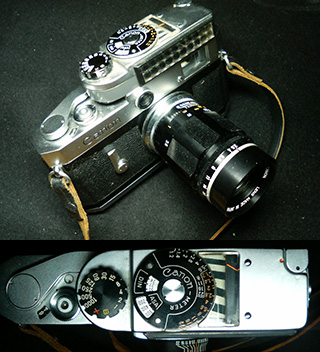
キヤノンポピュレールとキヤノンメーターII

- キヤノンポピュレール（Populaire 、P型）（1959年3月発売）[54] - ファインダーを等倍固定、35 mm/50 mm/100 mmの3重フレーム式に簡略化したモデル。枠は自動でパララックス補正され、アクセサリーシューのパララックス補正ピンは省略された。価格も L3 より大幅に低く、VI T と比較するとほぼ半額になった。当時高級機にしか搭載されておらず L3 にも装備されていなかったシャッター最高速度1/1000秒を備え、1軸不回転式シャッターダイヤル、巻き戻しクランク、セルフタイマーを搭載していたため、「低額高級機」として爆発的ヒットとなった。外付け露出計の「キヤノンメーター」にも対応している。コストダウンの技術は高級機にもフィードバックされ、高級機の価格も急激に下がっていくことになった。
  - キヤノンポピュレールキヤノン社章入り - キヤノンの社章が軍艦部に入っている[32]。
  - キヤノンポピュレール自衛隊用 - 桜のマークが軍艦部に入っている[32]。
  - キヤノンポピュレールブラック - 黒塗り仕上げ[32]。

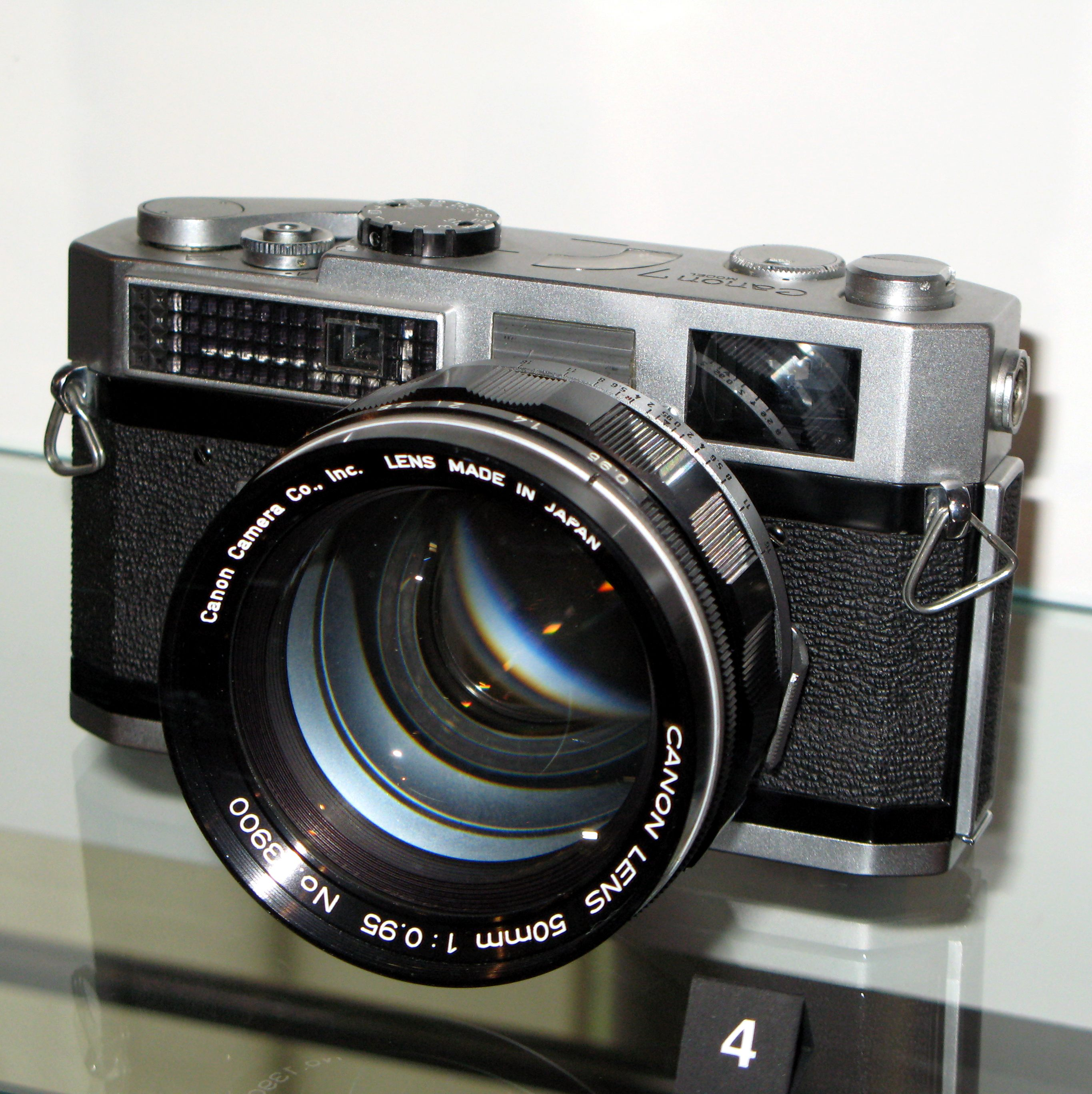
キヤノン 7とキヤノンレンズ50 mm F0.95

- キヤノン 7（1961年9月発売）[55] - VI（6）の後継であるが型番がアラビア数字になった。距離計連動式24×36 mm（ライカ）判カメラで初めてシャッター速度と連動させたセレン光電池式の露出計が組み込まれた。ライカM型と同様の採光式ブライトフレームファインダーを搭載、35 mm/50 mm/85 mm/100 mm/135 mmの5種類の枠を切り替えできる。ねじマウント外周への外爪バヨネットマウント追加により、史上最高の明るさを持つ「キヤノンレンズ50 mm F0.95」や、望遠レンズ用ミラーボックス2型を装着可能にした。アクセサリーシューはない。キヤノンのレンジファインダーカメラの最高峰に位置するが、コストダウン技術が進み、50 mm F1.8付きで46,700円を実現し、メーターと50 mm F1.8を付属した場合のポピュレール（P型）の53,500円より廉価となった。レンズも同様に価格改定が行われ、キヤノンレンズ交換式レンジファインダーカメラ史上、最多の生産台数を記録、国産レンズ交換式レンジファインダーカメラはキヤノンの独擅場となった。しかし、ヒット直後からレンジファインダーカメラは急速に廃れ始め、このヒットが逆にキヤノンの一眼レフカメラ参入を遅らせる結果となった。
  - キヤノン 7ブラック - 黒塗り仕上げ[32]。
- キヤノン 7S（1965年発売）[56] - CdS露出計を装備し、アクセサリーシューも再装備した。一眼レフカメラとコンパクトカメラの普及により、本機種をもって、キヤノンはレンズ交換式レンジファインダーカメラ開発から撤退することとなった。

### Lマウントレンズ
戦前には主に日本光学工業（現ニコン）からニッコールの供給を受けていたが、その一方で社内公募により「セレナー」の名称を与え1939年頃から自社製の3群4枚テッサータイプのセレナー50mmF4.5、ゾナー型のセレナー135mmF4を開発した。しかしセレナーを標準レンズとした最初のカメラは戦後のキヤノンSIIであった。その後ニッコールレンズの供給はなくなり、正式にセレナーはキヤノンカメラ用のレンズとなったが、キヤノンIVSが発売された1953年から事実上固有名がない「キヤノン」に切り替わった。
ライカマウントのレンズの他、キヤノン7とキヤノン7Sはバヨネットマウントを併設しており、以下のレンズが使用できる。
- キヤノン50mmF0.95 - 1960年フォトキナで発表された[57]。今日まで一般撮影用ライカ判50mmレンズで史上最大口径を維持し続けている超大口径レンズ。
- キヤノン200mmF3.5 - ミラーボックス2型を介して使用する。